# Баледен, Жорж
Жорж Баледен (или Баледан; фр. Georges Balédent; 1856 — 1919) — французский шашист, участник крупных международных турниров по стоклеточным шашкам, один из главных организаторов шашечной жизни во Франции в конце XIX — начале XX веков.

## Биография
Жорж Баледен родился в 1856 году. Возглавил группу шашистов в Амьене, объединившихся вокруг местного шашечного клуба. Усилиями этой группы в Амьене были проведены первые в истории шашек международные турниры. В турнире 1885 года Баледен занял третье место. В 1881—1886 году Баледен издал в трёх томах с приложением «Руководство по теории игры в польские шашки», которое в наши дни часто называют «Энциклопедией шашечной игры». Труд Баледена содержал всё, что было опубликовано о шашках в печатных изданиях прошлых лет. В 1886—1899 годах Баледен под редакторством Баледена выходил первый в истории журнал, полностью посвященный шашкам («La Gazette du Jeu de Dames»). В дальнейшем Баледен был редактором ещё нескольких шашечных журналов.

## Турнирные результаты
- 1882 Амьен — 4 место
- 1885 Амьен — 3 место
- 1886 Амьен — 4 место
- 1887 Амьен — 6 место
- 1891 Париж — 8 место
- 1899 Амьен — 10 место
- 1900 Париж — 8-9 места
- 1909 Париж — 7 место